# Выделительные ткани
Выдели́тельные тка́ни — ткани, служащие для удаления из растения отходов метаболизма.
Выделительные ткани подразделяют на секреторные и экскреторные. В секреторных тканях отходы метаболизма сохраняются внутри отдельных клеток, млечников, лизигенных вместилищ, а в экскреторных они выделяются наружу (железистые волоски, нектарники) или в межклетник (схизогенные вместилища).

## Гистология
Выделительные структуры не имеют конкретной локализации в растении, они распределены более или менее диффузно и имеют разное происхождение: часть из них является производными протодермы (экзогенные структуры), другие — основной меристемы, васкулярных меристем (камбия и прокамбия) или постоянных тканей, например, флоэмы (эндогенные структуры). Формирование секреторных структур опережает развитие окружающих тканей.
Секреторные клетки в некоторой мере напоминают клетки меристем. Они имеют тонкие стенки, соединены между собой немногочисленными плазмодесмами, богаты цитоплазмой, содержат крупные ядра и лейкопласты. Степень развития других органелл определяется функциональной специализацией.
Так, если в образовании секрета участвуют углеводы (как в нектарниках и слизевых вместилищах), то в клетках хорошо развит аппарат Гольджи и многочисленны пластиды. Если секрет терпеноидный (как в смоляных ходах), то в клетках имеются пластиды и обильный гладкий эндоплазматический ретикулум (ЭПР). Наконец, если секрет белковый (как в желёзках насекомоядных растений), то для клеток характерен хорошо развитый шероховатй ЭПР и аппарат Гольджи. В синтезе секрета млечников участвует в основном ЭПР.

## Экзогенные структуры
Ниже приведено краткое описание экзогенных выделительных структур растений.
| Структура               | Изображение                                                          | Описание | Примеры растений |
| ----------------------- | -------------------------------------------------------------------- | --- | --- |
| Гидатоды                | Гуттация на листе земляники                                          | Осуществляют выделение капельно жидкой воды (гуттацию) при низкой транспирации и высокой влажности почвы. В наиболее простых случаях представляют собой одноклеточные или многоклеточные волоски, внешне похожие на обычные кроющие волоски. | Гонокариум, чёрный перец, многоцветковая фасоль, некоторые папоротники, рожь, настурция, земляника, лютик, фуксия, примула, колоказия, смородина, черёмуха |
| Железистые волоски      | Железистые волоски на стебле крапивы двудомной                       | Представляет собой структуру из одно- или многоклеточной ножки и более или менее шаровидной головки. Клетки головки вырабатывают эфирные масла, которые скапливаются в кутикуле и при накоплении достаточного количества масла разрывают её, выходя наружу. | Крапива, красавка, пеларгония |
| Солевые желёзки         | Гонкения бутерлаковидная имеет солевые желёзки в углублениях листьев | Встречаются у растений, растущих на засоленных почвах (галофитах), и выделяют избыток солей. Не связаны с проводящей системой, обычно располагаются в углублениях листьев, иногда выступают над их поверхностью. | Некоторые представители семейств свинчатковых, вербеновых, злаков                                                                                          |
| Гидропоты               |                                                                      | Характерны для водных растений. Узкие полоски или округлые группы клеток, располагающиеся в эпидерме. От остальных клеток эпидермы отличаются меньшими размерами, более простой формой и лучшей проницаемостью. Богаты цитоплазмой; служат и для поглощения, и для выведения воды. | Водокрас |
| Пищеварительные желёзки | Железистые волоски на листе росянки промежуточной                    | Строение варьирует. | Хищные растения (жирянка, росянка, непентес) |
| Нектарники              | Экстрафлоральные нектарники калины                                   | Нектарники могут быть флоральными (то есть развиваться в цветках) и экстрафлоральными, образующимися на вегетативных органах. Морфологически очень разнообразны: от нитевидной до дисковидной формы. Связаны с проводящими пучками, так как сахара, выделяемые нектарниками, поступают из флоэмы. По строению занимают промежуточное положение между наружными желёзками и гидатодами. | Имеются у многих цветковых растений, например, калины, кизила, бирючины, вишни и др.                                                                       |

## Эндогенные структуры
В нижеследующей таблице охарактеризованы некоторые типы эндогенных выделительных структур растений.
| Структура                                 | Изображение                                          | Описание | Примеры растений |
| ----------------------------------------- | ---------------------------------------------------- | --- | --- |
| Идиобласты                                | Рафиды оксалата кальция в кристаллоносной клетке     | Одиночные или собранные в группы клетки, отличающиеся от окружающих клеток размерами, формой, содержимым и т. п. Выделяют масляные, слизевые, мирозиновые (содержат фермент мирозин) и кристаллоносные клетки (чаще всего содержат оксалат кальция) в зависимости от их содержимого. | Масляные клетки — у представителей семейств кирказоновых, лавровых, перечных; слизевые — кактусовых, мальвовых, липовых; мирозиновые — капустных, перечных, резедовых; кристаллоносные клетки распространены очень широко. |
| Схизогенные вместилища (межклетники)      | Смоляные ходы в хвоинке сосны                        | Возникают из-за разрушения соединяющего клетки пектинового слоя. Схизогенными вместилищами являются смоляные ходы, а также эфиро-масляные и слизевые ходы. | Зонтичные, аралиевые, хвойные, саговники, папоротники; характерная черта семейства зверобойных |
| Лизигенные вместилища (межклетники)       | Лизигенные вместилища в околоплоднике лимона         | Возникают вследствие растворения обособившейся группы клеток. В результате образуется полость, заполненная секретом, выработанным растворившимися клетками, остатками их оболочек и протопластов.                                                                                    | Листья эвкалипта, руты, околоплодники цитрусовых |
| Схизо-лизигенные вместилища (межклетники) |                                                      | Развитие начинается схизогенно, далее размер увеличивается путём лизиса окружающих клеток. | Смоловместилища во вторичной флоэме растений семейства кипарисовых |
| Млечники                                  | Млечный сок, выделяющийся на срезе стебля одуванчика | Эндогенные структуры, выделяющие при повреждении растения млечный сок (латекс). Могут быть нечленистыми (одноклеточными) или членистыми, состоящими из нескольких трубчатых клеток, соединённых в однорядные тяжи.                                                                   | Олеандр, шелковица, молочай, одуванчик и др. сложноцветные, фикус, чистотел, сангвинария, мак |